# Margay
Leopardus wiedii
Espèce
Statut de conservation UICN

 NT  : Quasi menacé
Répartition géographique
Statut CITES
Le margay, dit aussi chat-tigre, chat sauvage de la Nouvelle Espagne (Leopardus wiedii, anciennement Felis wiedii), est un petit félin rencontré dans les forêts tropicales et les milieux broussailleux d'Amérique centrale et du Sud.

## Caractéristiques

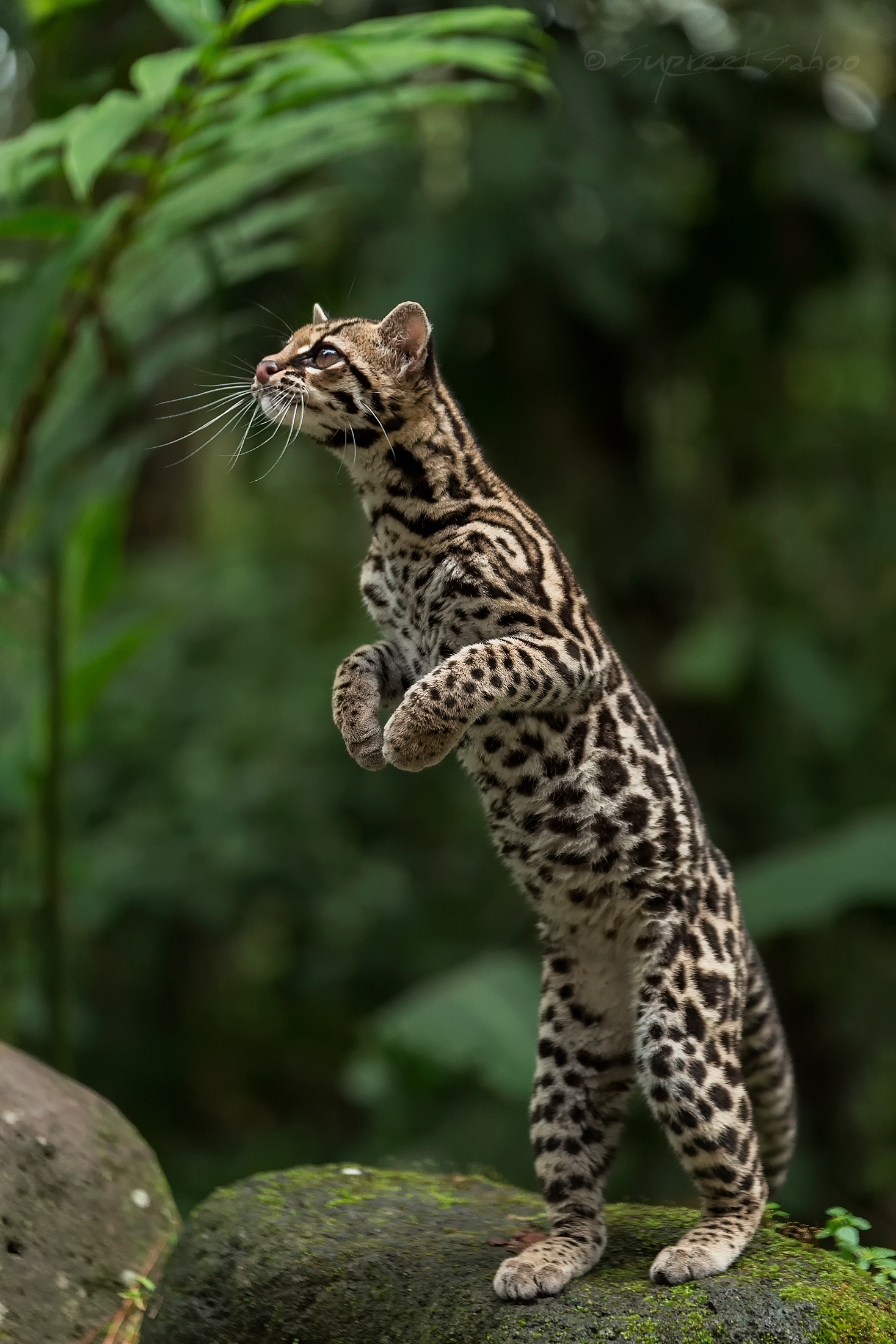
Margay au Costa Rica.

Le margay pèse de 2  à   4 kg en moyenne. Les mâles mesurent de 50  à   100 cm et leur queue atteint 50 cm. Les femelles n'excèdent pas 60 cm et leur queue mesure en moyenne 40 cm.
La longévité de cet animal avoisine celle du chat domestique et atteint 20 ans en captivité.
Son pelage court et doux, de couleur brun-jaune, devient blanc sur le ventre, la poitrine et la nuque. Des marques foncées, semblables à celles de l'ocelot, rehaussent le dos et les flancs, tandis que la queue est annelée. Le dessus des oreilles, noir, présente des taches claires.
Le margay est un petit félin (sous-famille des Felinae) : l'os hyoïde constituant l'arc hyoïdien est intégralement ossifié, par opposition à celui des grands félins (sous-famille des Pantherinae). Il ne peut pas rugir en le faisant vibrer, mais simplement ronronner de façon continue grâce à la respiration.
L'une de ses caractéristiques physiques particulières réside dans son extrême souplesse, liée intrinsèquement à son comportement arboricole. Par exemple, ses pattes postérieures peuvent pivoter jusqu'à près de 180°, lui permettant de descendre d'un arbre ou d'une branche la tête la première.

## Reproduction
La femelle margay a une période de gestation de 2,5 mois. Elle met bas une portée de 1 à 2 petits. 

## Alimentation
Le margay est carnivore, il se nourrit de rongeurs, de cervidés, d'oiseaux et de petits reptiles. Le margay est un grand prédateur pour les oustitis et les tamarins. 

## Chat arboricole

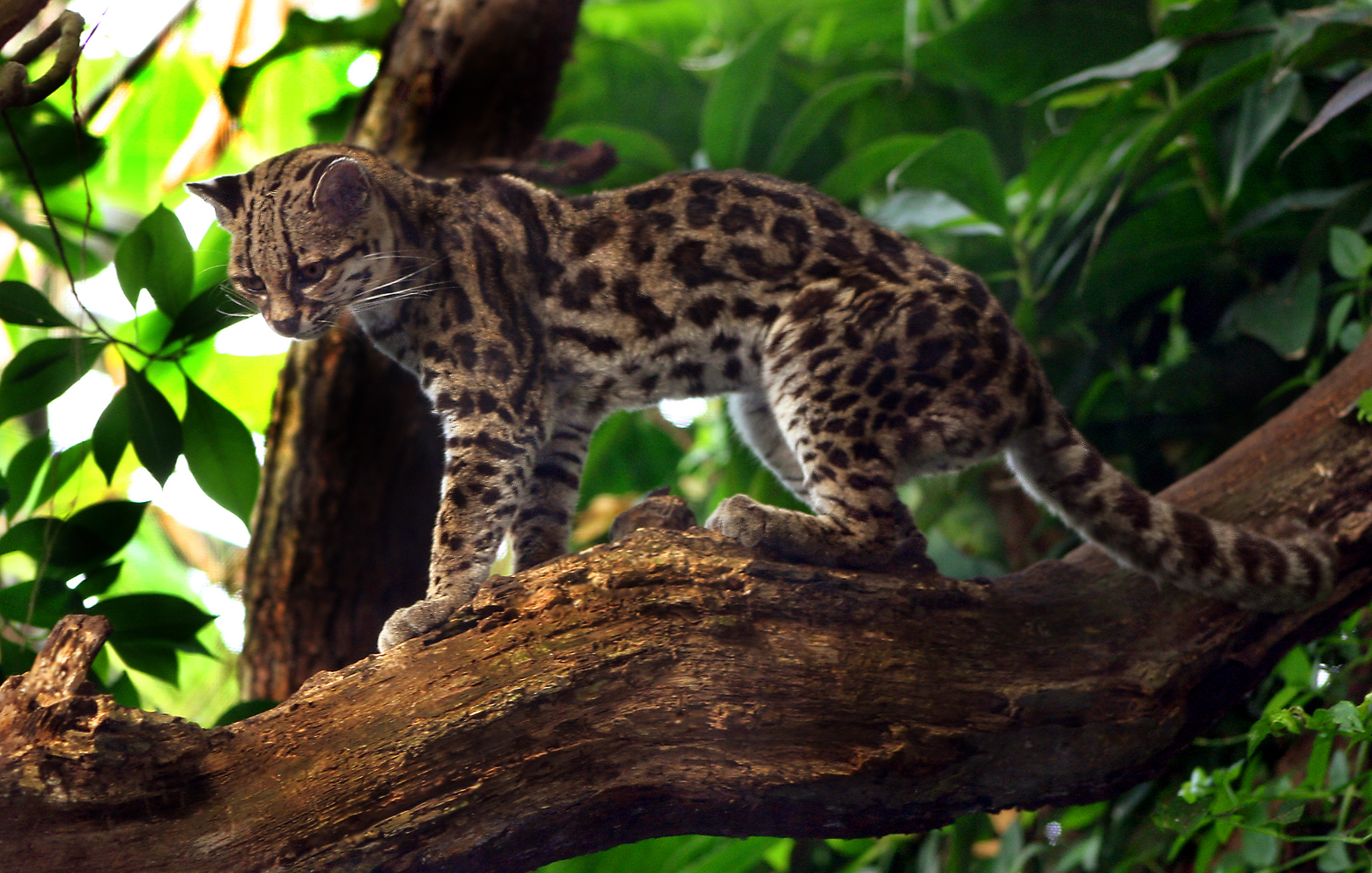
Margay dans un arbre.

Secret et fuyant, le margay passe une grande partie de son temps dans les arbres, où il se nourrit d'oiseaux et de lézards. Il attend la nuit pour entreprendre ses expéditions au sol, où il chasse les rongeurs (comme les rats, les souris ou les écureuils), les jeunes cervidés, les paresseux, les poissons et les volailles.

## Statut et conservation
Le margay est principalement menacé par le braconnage et le trafic de fourrure. Les quelques mesures prises n'ont permis que de réduire le nombre d'individus chassés ou vendus comme animaux de compagnie exotiques, mais le trafic illégal subsiste et de nombreux margays sont encore tués.
D'après une étude menée dans la forêt atlantique du Brésil, les Margays sont présents en plus forte densité quand le couvert forestier est plus important. Au contraire la population diminue avec l'intensité des activités humaines. Les auteurs pointent l'importance de préserver des îlots forestiers même petits dans la forêt atlantique.

## Taxonomie

### Leopardus, la lignée des ocelots
Arbre phylogénétique du genre Leopardus
|  | Leopardus wiedii - Margay   |
|  |                             |
|  | Leopardus pardalis - Ocelot |
|  |                             |

|  | Leopardus jacobita - Chat des Andes  |
|  |                                      |
|  | Leopardus colocolo - Chat des Pampas |
|  |                                      |

|  | Leopardus tigrinus - Oncille (Chat-tigre) |
|  |                                           |
|  | Leopardus guigna - Guigna (Chat du Chili) |
|  |                                           |
|  | Leopardus geoffroyi - Chat de Geoffroy    |
|  |                                           |

|  | Leopardus jacobita - Chat des Andes  |
|  |                                      |
|  | Leopardus colocolo - Chat des Pampas |
|  |                                      |

|  | Leopardus tigrinus - Oncille (Chat-tigre) |
|  |                                           |
|  | Leopardus guigna - Guigna (Chat du Chili) |
|  |                                           |
|  | Leopardus geoffroyi - Chat de Geoffroy    |
|  |                                           |

|  | Leopardus wiedii - Margay   |
|  |                             |
|  | Leopardus pardalis - Ocelot |
|  |                             |

|  | Leopardus jacobita - Chat des Andes  |
|  |                                      |
|  | Leopardus colocolo - Chat des Pampas |
|  |                                      |

|  | Leopardus tigrinus - Oncille (Chat-tigre) |
|  |                                           |
|  | Leopardus guigna - Guigna (Chat du Chili) |
|  |                                           |
|  | Leopardus geoffroyi - Chat de Geoffroy    |
|  |                                           |

|  | Leopardus jacobita - Chat des Andes  |
|  |                                      |
|  | Leopardus colocolo - Chat des Pampas |
|  |                                      |

|  | Leopardus tigrinus - Oncille (Chat-tigre) |
|  |                                           |
|  | Leopardus guigna - Guigna (Chat du Chili) |
|  |                                           |
|  | Leopardus geoffroyi - Chat de Geoffroy    |
|  |                                           |

La phylogénie s'est longtemps basée sur l'étude des fossiles d'un animal afin de préciser l'apparition et l'évolution d'une espèce. La phylogénie moderne s'appuie essentiellement sur les analyses génétiques en raison du nombre peu élevé de fossiles de félins. Le premier félin est apparu il y a onze millions d'années.
Les félins ont divergé en huit lignées distinctes. La lignée des ocelots, correspondant au genre Leopardus, est la quatrième  par ordre de divergence. Il y a neuf millions d'années, les félins migrent pour la première fois vers le continent américain en passant par la Béringie,.
Le niveau des océans remonte à nouveau au cours du Miocène, et les précurseurs des lignées de l'ocelot, du lynx et du puma se trouvent isolés des populations du vieux continent. La lignée de l'ocelot commence à diverger il y a huit millions d'années. Elle se distingue notamment par un nombre de chromosomes différent de celui des autres lignées : 36 chromosomes au lieu de 38. Durant le Pliocène, il y a deux à trois millions d'années, le niveau des océans baisse à nouveau : l'isthme de Panama émerge et permet aux félins, notamment à la lignée de l'ocelot, de conquérir l'Amérique du Sud. La diversification en espèces s'opère durant cette période et le dernier ancêtre commun du genre Leopardus est daté d'il y a 2,9 millions d'années.

### Sous-espèces
- Leopardus wiedii cooperi (Goldman, 1943)
- Leopardus wiedii glaucula (Thomas, 1903)
- Leopardus wiedii nicaraguae (J. A. Allen, 1919)
- Leopardus wiedii oaxacensis (Nelson et Goldman, 1931)
- Leopardus wiedii pirrensis (Goldman, 1914)
- Leopardus wiedii salvinia (Pocock, 1941)
- Leopardus wiedii wiedii (Schinz, 1821)
- Leopardus wiedii yucatanica (Nelson et Goldman, 1931)